# Tödi
Tödi, eller på rætoromansk Piz Russein, er et 3.614 m højt bjerg, det højeste bjerg i Glarner Alperne i Schweiz og den højeste bjergtop i kantonen Glarus. Store dele af bjerget er dækket af isbræer og vanskelig tilgængelig. Tödi deler sig i tre toppe som hver ligger i god afstand fra hinanden; det er Piz Russein (3.614 m; vesttoppen), Glarner Tödi (3.577 m; østtoppen) og Sandgipfel (3.388 m; nordtoppen). Bjerget ligger langs grænsen mellem kantonerne Graubünden (i syd) og Glarus (i nord).

## Geografi
Tödi ligger i den vestlige del af Glarner Alperne, mellem Linthal i nord og Disentis i syd. Bjerget rejser sig brat op på tre af siderne, særlig brat op fra dalen Val Russein. Under disse bjergsider ligger flere mindre isbræer. Toppen af massivet er på nordsiden hovedsageligt dækket af snebræer. Fra bjerget mod øst ligger Bifertenfirn , en 4 km lang bræ med talrige sprækker. Den meget større Hufigletscher ligger få kilometer længere mod vest, op mod bjerget Clariden. Mod nord rejser Tödi sig næsten 3.000 m op fra dalbunden langs floden Linth. Højdeforskellen mellem dalbunden og bjergtoppen er noget mindre på sydsiden.

## Geologi
Geologisk hører soklen af Tödi til den østligste del af Aar-massivet. Over disse krystallinske bjergarter ligger toplaget. I bunden af toplaget ligger der rötidolomit dannet i trias, i et iøjnefaldende, omkring 50 m bredt rødgult bånd. De øverste bjergarter er af kalksten fra juratiden.

## Bestigning
En benediktiner-pater fra Disentis gjorde omkring 1800 flere forsøg på at komme til tops på Tödi. Det sidste forsøg gjorde den da over 70-årige pater den 1. september 1824 sammen med P. Curschellas og A. Bisquolm. På grund af høj alder opgav pateren at nå toppen, men de to andre kom til tops. Turen begyndte i Graubünden gennem Val Russein og formentlig over Porta da Spescha.
Nutidens normalrute går fra Fridolinshütte ved en brætunge af Bifertenfirn, via Grünhornhütte langs Bifertenfirn over ”den gule veæg”, videre over bræen til tops på Piz Russein.
- Denne artikel bygger på «Tödi» fra :, den 15. oktober 2009.